# Faims d'enfance
Faims d'enfance est un roman de l'écrivain réunionnais Axel Gauvin paru en 1987 aux Éditions du Seuil. Il traite d'une cantine scolaire et des écoliers qui la fréquentent. Il a été traduit en créole réunionnais sous le titre Bayalina en 1995 aux Éditions du Grand Océan.